# Rui Silva (político)
Rui Manuel Ferreira da Silva (30 de abril de 1965) é um deputado e político português. Ele é deputado à Assembleia da República na XIV legislatura pelo Partido Social Democrata. Tem uma licenciatura em Humanidades e um mestrado em Literatura Portuguesa.